# Arco a sesto acuto

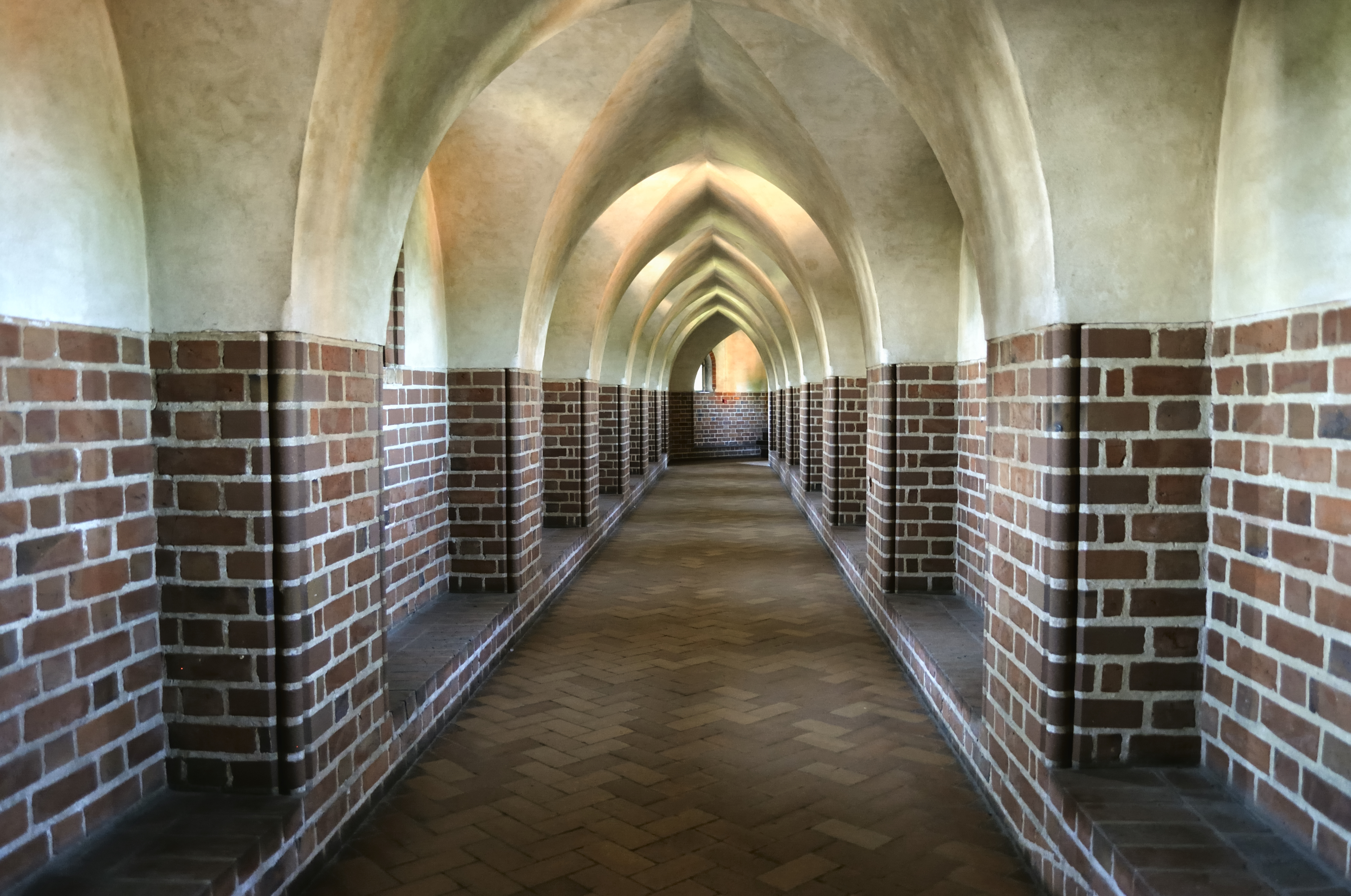
Corridoio con volta ad archi a sesto acuto

Arco a sesto acuto o arco ogivale in architettura è un arco con la sommità appuntita e non tonda come l'arco a tutto sesto. È un elemento caratteristico dell'architettura gotica.
Va puntualizzato che arco ogivale è un termine che a volte si riserva ad archi a sesto acuto con la sommità arrotondata, anziché appuntita.

## Costruzione e forme
Un arco a sesto acuto è costituito da due archi di cerchio i cui segmenti s'incontrano formandone l'apice e contempla arcate appartenenti a circonferenze con raggio maggiore o uguale alla base dell'arco stesso.
Si classificano generalmente tre tipi:

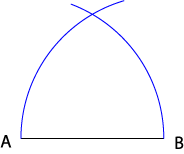
Costruzione geometrica equilatera: Dato un segmento di estremi AB non coincidenti si punta in A con ampiezza AB e si traccia un arco, quindi si punta in B con la medesima apertura e si traccia un altro arco.

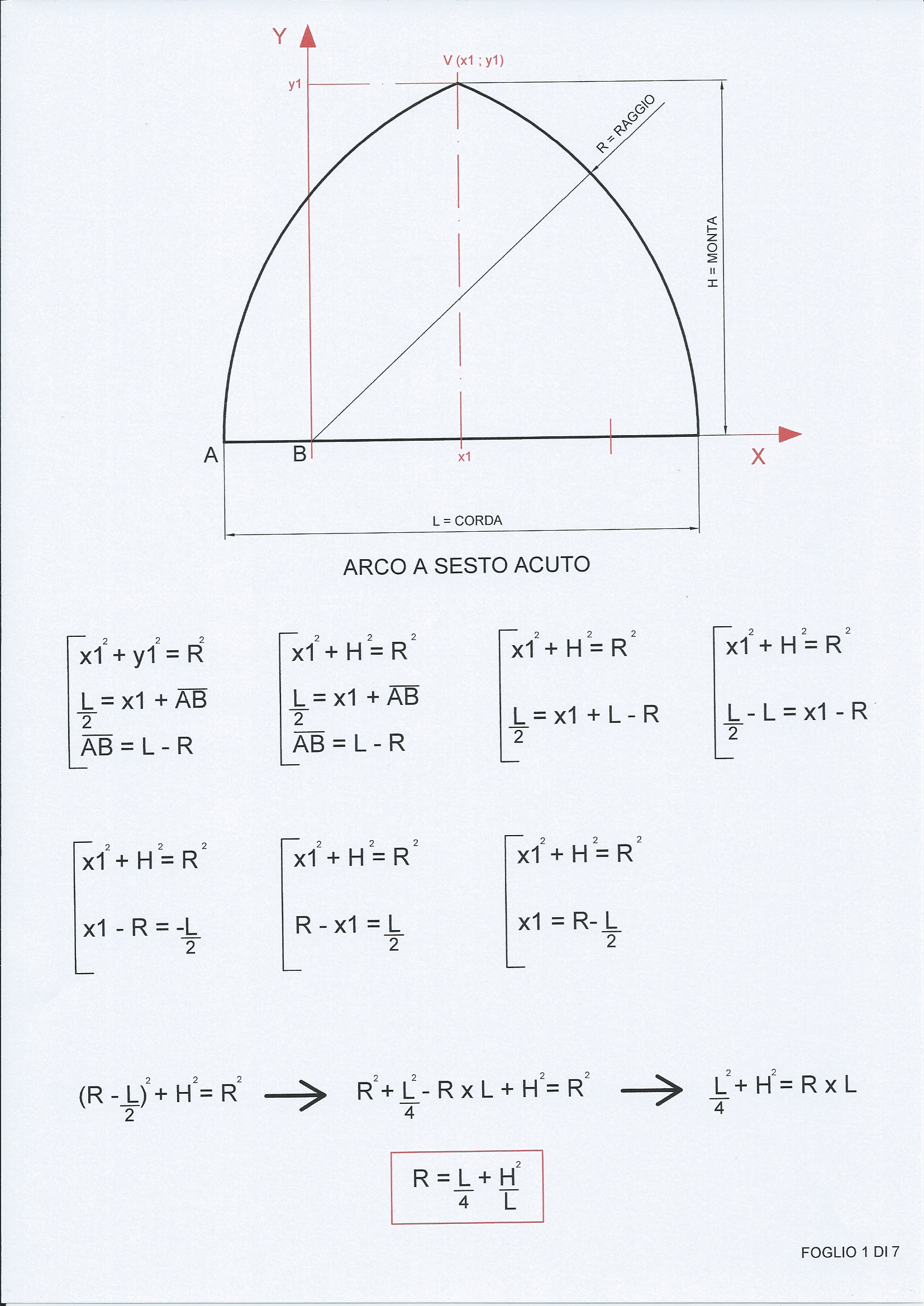
Equazione di un arco a sesto acuto ribassato

- Arco a sesto acuto normale o equilatero:[2] i centri dei due segmenti di arco che lo costituiscono si trovano sulle estremità dei rispettivi punti interni di appoggio dell'arco (piedritti). I loro raggi sono identici e lunghi quanto la luce fra i due piedritti
- Arco a sesto acuto ribassato: i centri dei due segmenti di arco che lo costituiscono si trovano simmetricamente sul segmento di retta che unisce i punti interni di appoggio dell'arco ma la distanza che li separa è inferiore alla luce fra i due piedritti e quindi il raggio dei due segmenti circolari che formano l'arco è inferiore alla distanza interna dei due punti di appoggio dell'arco. La lunghezza dei raggi è inferiore alla luce fra i due piedritti e l'altezza dell'apice dell'arco rispetto alla retta che unisce i due punti di appoggio è inferiore a quella dell'arco a sesto acuto normale.
- Arco a sesto acuto rialzato: i centri dei due segmenti di arco che lo costituiscono si trovano sulla retta che unisce i punti di appoggio dell'arco, ma all'esterno del segmento che unisce questi ultimi. L'altezza quindi dell'apice rispetto alla sommità dei piedritti di appoggio dell'arco è superiore alla luce fra i medesimi. La forma di questo arco è anche detta "lanceolata" o "a lancia", poiché ricorda la forma dell'estremità superiore di una lancia.

In un'accezione più ampia, sono di questo tipo anche gli archi inflessi e gli archi Tudor.

## L'arco a sesto acuto nell'architettura gotica

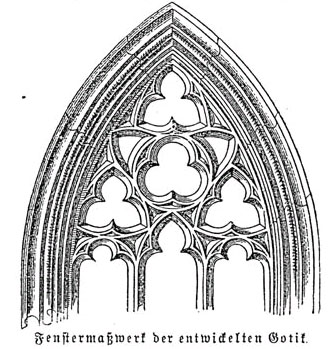
Finestra gotica traforata con arco a sesto acuto

### Generalità
L'arco a sesto acuto è un elemento centrale dell'opus francigenum o architettura gotica. Il suo utilizzo aveva motivazioni sia formali che costruttive. Di fronte all'allora dominante tecnica dell'arco a tutto sesto, l'arco a sesto acuto significava un avvicinamento a quelle forme di arco, che corrispondeva alla distribuzione delle forze nella parabola.
I primi archi a sesto acuto si trovano già nell'architettura islamica, in particolare ai tempi degli Abbasidi, nell'architettura bizantina, nel romanico siculo normanno sin dal 1072, e nell'architettura borgognona, verso il 1088, con gli inizi della costruzione della terza abbazia di Cluny, si utilizzò per le arcate e le volte gli archi a sesto acuto. Molte costruzioni successive del XII secolo in Borgogna seguirono questo esempio. Nell'architettura gotica sacra (basilica di Saint Denis) gli archi a sesto acuto vennero utilizzati già dalla prima metà del XII secolo. Dalla Francia la forma dell'arco a sesto acuto si diffuse verso il 1200 alla Germania e fu utilizzato fino agli inizi del XVI secolo e secoli dopo fu ripreso con il neogotico.

### Caratteristiche statiche
L'arco a sesto acuto presenta differenti vantaggi rispetto all'arco a tutto sesto, in particolare la risultante delle spinte dovute al peso proprio e ai carichi gravanti su di esso cade molto più vicino alla base del piedritto; con ciò si può fare a meno dei grossi spessori murari che fungevano da contrafforte e sostituire i massicci pilastri di sostegno con slanciate colonne. Un altro notevole vantaggio è la possibilità di realizzare volte a crociera ogivali capaci di coprire anche piante rettangolari, inoltre rispetto all'arco a tutto sesto, a parità di lunghezza della corda, si ha un'apertura più alta e slanciata.
Quest'insieme di nuove tecniche costruttive modificò la fisionomia degli edifici, che divennero proiettati verso l'alto, come le famose cattedrali di quel periodo. Il maggiore verticalismo creava la necessità di controbilanciare le spinte degli archi e delle nervature della navata centrale, e di ricondurle verso i contrafforti di contrasto, per questo vennero adoperati gli archi rampanti. già presenti in epoca romana nei mercati di Traiano. 

### Finestre
Una forma particolare di arco a sesto acuto è quella delle finestre a lancia. Si tratta di finestre strette che si chiudono in alto con un arco a sesto acuto rialzato. Queste sono in molto particolare un elemento caratteristico del gotico primitivo in Inghilterra. Colà queste finestre furono utilizzate frequentemente in gruppi.  Quali esempi si possono citare una semplice finestra a Witney, nella contea dell'Oxfordshire verso il 1220, una bifora a Lincoln nel Lincolnshire verso il 1250 e un'altra trifora nella Cattedrale di Salisbury verso il XIII secolo. Con le trifore a sesto acuto l'apertura centrale supera in altezza le altre due. Il motivo delle trifore a sesto acuto viene ripreso dallo Storicismo.

## Note

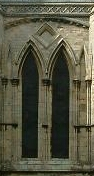
Bifore con archi a sesto acuto nella Cattedrale di Lincoln.